# Nerea Camacho
Nerea Camacho Ramos (Balanegra, Almería; 15 de mayo de 1996) es una actriz española conocida por su papel protagonista en la película Camino con la cual fue ganadora del Premio Goya a mejor actriz revelación, y posteriormente afamada por su papel de Daniela Alcázar en las películas Tres metros sobre el cielo y Tengo ganas de ti.

## Biografía
De familia asturiana, nació  en el pequeño pueblo almeriense de Balanegra. Comenzó a estudiar teatro con nueve años. En 2008, debutó en el cine como protagonista de la película Camino, dirigida por Javier Fesser, tras un proceso de selección en el que participaron aproximadamente cinco mil candidatas. El 1 de febrero de 2009 ganó el premio Goya a la mejor actriz revelación.
En 2009, protagonizó Héroes junto a Àlex Brendemühl y Eva Santolaria. La película, rodada en Barcelona, contó con la dirección de Pau Freixas y guion de Albert Espinosa.
En 2010, apareció en la versión española de Tres metros sobre el cielo, película basada en el libro de Federico Moccia en la que actúa como la hermana pequeña de la protagonista. En este año además interpretó un pequeño papel en la serie Los protegidos de Antena 3 y se unió al equipo de Fuga, un cortometraje de animación que fue preseleccionado para los Premios Goya 2013.
En 2012, aparece con un pequeño papel en La chispa de la vida de Álex de la Iglesia, junto a José Mota y Salma Hayek, interpretando a la hija de estos. También se la pudo ver en la secuela de Tres metros sobre el cielo, Tengo ganas de ti basada en el libro de Federico Moccia que se estrenó el 22 de junio, en la que a pesar de ser un papel secundario, tiene mucho más protagonismo que en la primera parte.
El 24 de enero de 2013 aparece por primera vez en la serie El barco, en Antena3, en la que interpreta a una de las supervivientes del hotel, llamada Sandra, que busca tener una relación con Ulises (Mario Casas).
En julio de 2013 Nerea empieza a grabar la serie Bienvenidos al Lolita, la cual es transmitida por Antena 3, y que comenzó a emitirse el 7 de enero de 2014 y finalizó el 25 de febrero de ese mismo año. En esa serie interpretó a Greta, una chica que intentó suicidarse al sentirse enamorada del mejor amigo de su padre, Jota (Rodrigo Guirao).
En 2015 se trasladó a Colombia durante aproximadamente ocho meses para protagonizar la serie La esclava blanca.
En 2017 participa en la telenovela mexicana En tierras salvajes producida por Salvador Mejía para Televisa y transmitida por Las Estrellas.

## Cine
| Año  | Título                     | Personaje       | Director                 |
| ---- | -------------------------- | --------------- | ------------------------ |
| 2008 | Camino                     | Camino          | Javier Fesser            |
| 2010 | Héroes                     | Elena           | Pau Freixas              |
| 2010 | Tres metros sobre el cielo | Daniela Alcázar | Fernando González Molina |
| 2011 | La chispa de la vida       | Bárbara Gómez   | Álex de la Iglesia       |
| 2012 | Tengo ganas de ti          | Daniela Alcázar | Fernando González Molina |
| 2018 | Tiempo después             | Margarita       | José Luis Cuerda         |
| 2022 | Últimas voluntades         | Sonia           | Joaquín Carmona Hidalgo  |

## Televisión
| Año  | Título                | Personaje                                                                | Notas        |
| ---- | --------------------- | ------------------------------------------------------------------------ | ------------ |
| 2010 | Los protegidos        | Vanessa                                                                  | 1 episodio   |
| 2013 | El barco              | Sandra                                                                   | 1 episodio   |
| 2014 | Bienvenidos al Lolita | Greta Vidal Martín                                                       | 8 episodios  |
| 2016 | La esclava blanca     | Victoria Quintero / Lucia De Peñalver de Parreño -Marquesa de Bracamonte | 62 episodios |
| 2017 | En tierras salvajes   | Alejandra Rivelles Zavala                                                | 70 episodios |
| 2019 | Terror App            | Laura                                                                    | 1 episodio   |

## Videoclip
| Año  | Canción     | Banda           |
| ---- | ----------- | --------------- |
| 2013 | No lo ves   | mario Jefferson |
| 2014 | Justo Ahora | Dvicio          |

## Premios
| Año  | País           | Premio                                         | Categoría                                      | Producción        | Resultado |
| ---- | -------------- | ---------------------------------------------- | ---------------------------------------------- | ----------------- | --------- |
| 2009 | España         | Premios Goya                                   | Mejor actriz revelación                        | Camino            |           |
| 2009 | España         | Premios SCIFE                                  | Mejor actriz                                   | Camino            | Ganadora  |
| 2009 | España         | Festival de Cine Europeo de Castilla-La Mancha | Premio Hoja de la Vid: Mejor actriz revelación | Camino            | Ganadora  |
| 2010 | España         | Festival de Cine de Zaragoza                   | Talento joven                                  | Camino            | Ganadora  |
| 2011 | Estados Unidos | Premios ACE                                    | Mejor actriz revelación                        | Camino            | Ganadora  |
| 2016 | Estados Unidos | Premios Tu Mundo                               | Protagonista favorita de novela o serie        | La esclava blanca | Nominada  |
| 2017 | Estados Unidos | Premios ACE                                    | Mejor actriz                                   | La esclava blanca | Ganadora  |
| 2017 | Colombia       | Premios TVyNovelas                             | Mejor actriz protagónica de telenovela         | La esclava blanca | Nominada  |